# Anaïs Bosio
Pour les articles homonymes, voir Bosio.
Angélique Félicité Anaïs Bosio, par son mariage marquise de La Carte, est une salonnière française née le 25 août 1808 à Paris et morte le 10 avril 1865 à Pau.

## Biographie
Fille du célèbre sculpteur et peintre le baron François Joseph Bosio, son père l'élève « dans la manière des courtisanes grecques ». Elle a quatorze ans lorsqu'elle épouse, le 22 juillet 1823 à Paris, le "comte" Charles, Louis, Marie Thibault de La Carte de La Ferté-Sénectère - né le 24 juillet 1803 Milan (Italie) décédé le 16 août 1882 à Milan (Italie), fils du "Marquis" Augustin, Théodore, Maurice Thibault de la Carte, officier du régiment de Bourbon Infanterie et aide de camp du Prince de Condé à Milan et de Marie Madeleine Martini. De cette union naquit un fils Auguste, Marie né à Paris 10e (Seine) le 30 octobre 1825, décédé à Tours le 30 janvier 1870 acte no 124 (sans union et sans descendance).
Réputée pour être une jeune femme aux fantaisies nombreuses et variées, dotée d'un esprit de conversation aigu, elle tient salon dans son appartement parisien. 
En 1828, elle devient la maîtresse d'Alfred de Musset,,. Infidèle et amour déçu de Musset, leur relation prenant fin en 1829, elle serait le personnage de la maîtresse dans son roman Confession d'un enfant du siècle. Elle apparaîtrait également dans Les Nuits et le poème À Juana lui serait dédiée. George Sand, future maîtresse de Musset, fut choisie pour ses similitudes avec la marquise de La Carte,,.
Elle devient la maîtresse de Jules Janin, avec qui, à partir de 1833, elle vit maritalement durant plusieurs années au no 8 de la rue de Tournon et avec qui elle a une fille, Julie, que Janin reconnaît. Ils se séparent en 1838.
Elle fut également la maîtresse de Nestor Roqueplan et du prince Anatole Demidoff.
Son médaillon, sculpté sur bronze par Carle Elshoecht (1797-1856) en 1836, est conservé au musée Girodet. Son père réalisa son buste.